# تمشک کبود
تمشک کبود (نام علمی: Rubus caesius) نام یک گونه از سرده تمشک است.
تمشک کبود گیاهی است با کاسبرگ‌های چسبیده به میوه؛ برگچه‌ها بی‌کرک و میوهٔ سیاه و کبود رنگ این گیاه بیشتر در جنگل‌ها می‌روید.

## نگارخانه

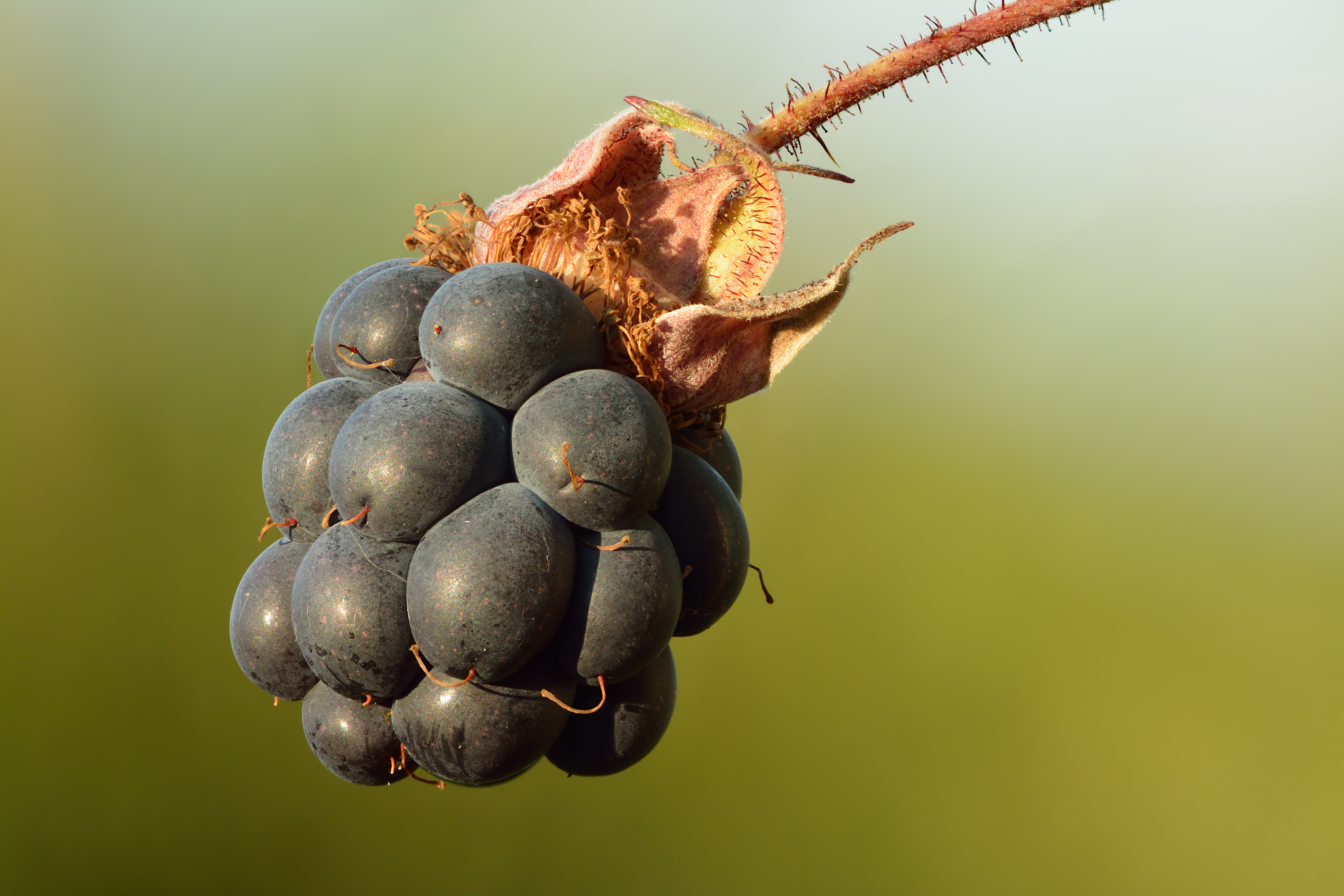
تمشک کبود رسیده
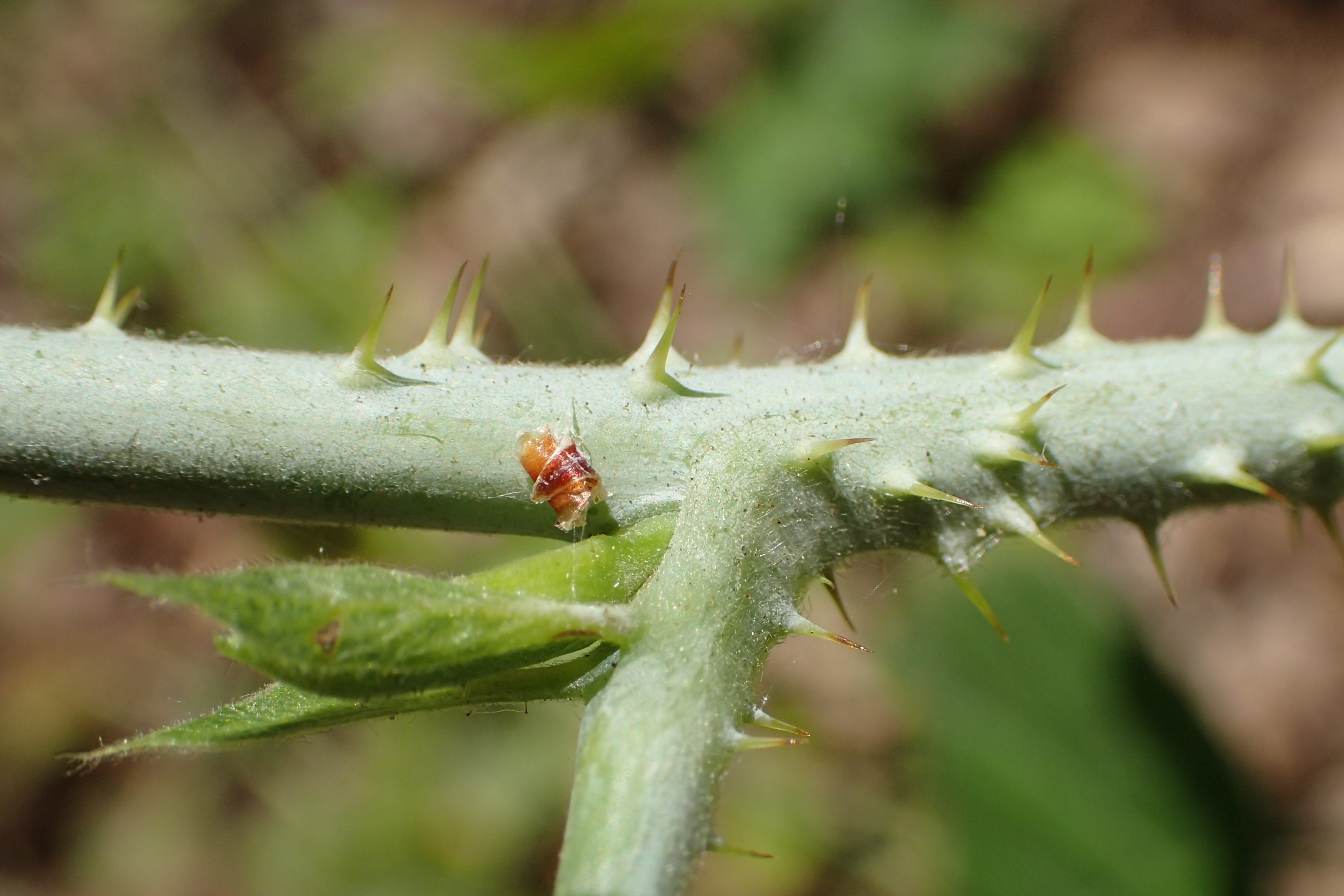
شاخه بوتهٔ تمشک کبود
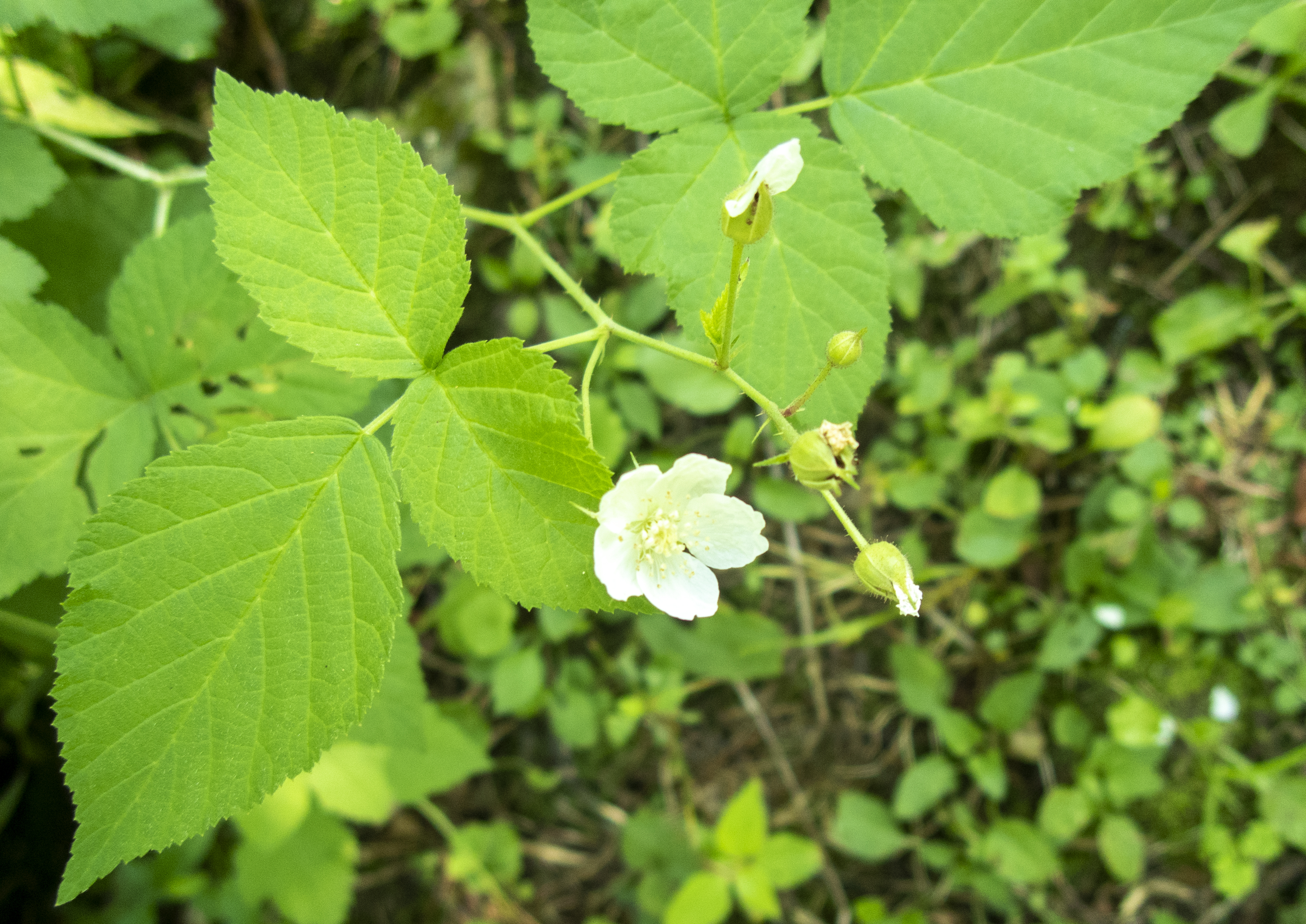
گل تمشک کبود
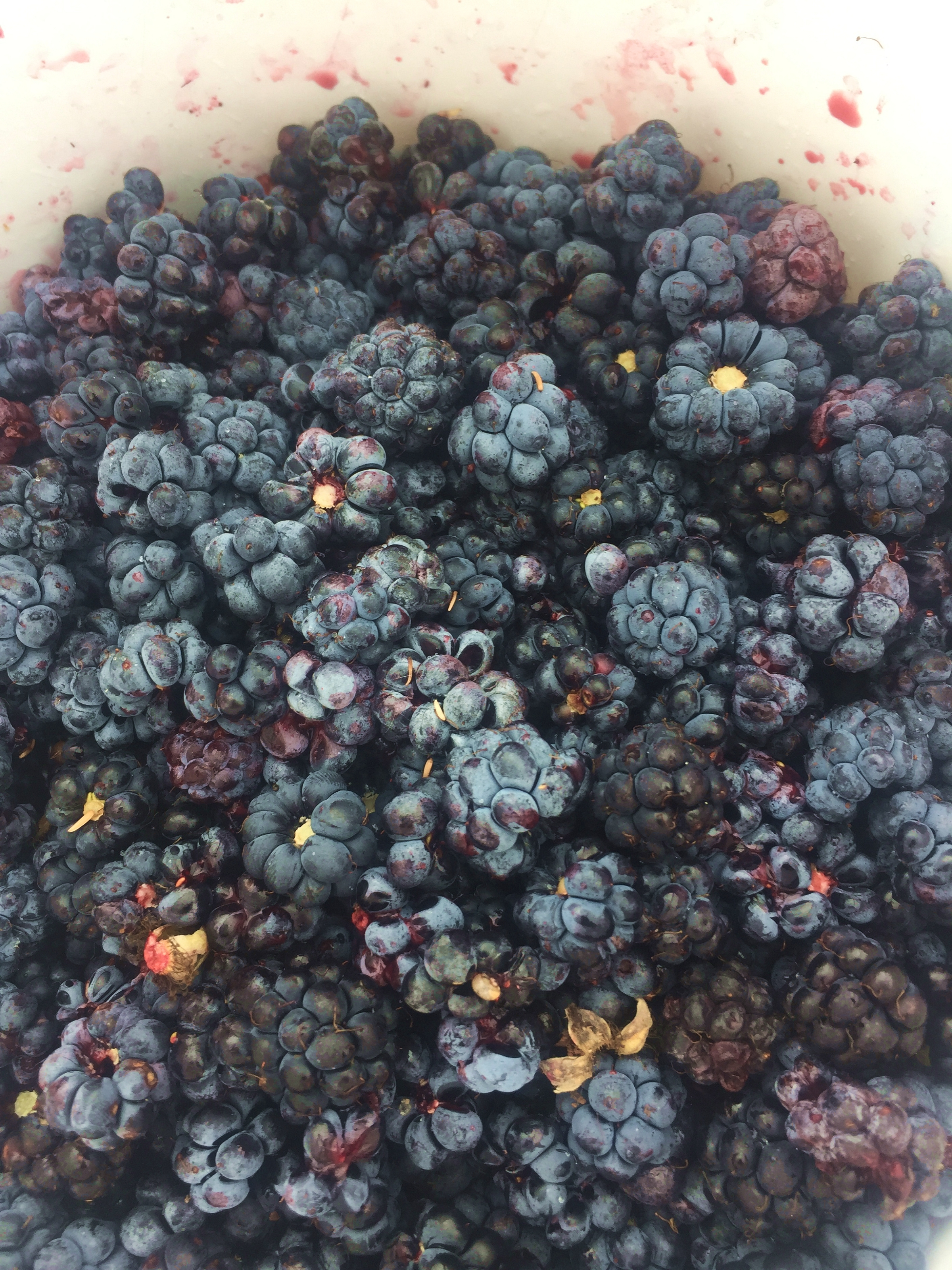
جمع‌آوری تمشک کبود